# Tricloruro di fosforo
Il tricloruro di fosforo è un composto binario del fosforo trivalente con il cloro, avente formula molecolare PCl3. Si tratta del più importante tra gli alogenuri del fosforo. A temperatura e pressione ambiente si presenta come un liquido trasparente. È tossico e corrosivo. Trova applicazione nella sintesi organica, in qualità di elettrofilo o di nucleofilo. Il tricloruro di fosforo è usato anche in campo industriale per la preparazione di vari composti organofosforici impiegati in diversi settori.

## Proprietà chimico-fisiche
L'angolo di legame
Cl-P-Cl nel tricloruro di fosforo è pari a 100,0°. Il tricloruro di fosforo liquido ha
un'entalpia standard di formazione di -320 kJ/mol (-76 kcal/mol).
L'atomo di fosforo ha uno spostamento chimico
31P-NMR di 220 ppm.

## Preparazione
Il tricloruro di fosforo viene preparato per sintesi diretta dagli elementi, in particolare per reazione tra una sospensione di fosforo e cloro elementare a riflusso:
{\displaystyle {\ce {P4 + 6 Cl2 -> 4 PCl3}}}
Il tricloruro di fosforo formato viene rimosso dall'ambiente di reazione mano a mano che si forma, al fine di evitare la formazione del pentacloruro di fosforo (PCl5).
Tale preparazione viene applicata anche a livello industriale. In particolare, nelle industrie si fa uso generalmente del fosforo bianco, mentre a livello di laboratorio si usa di solito fosforo rosso, allotropo meno tossico. Si stima che la produzione mondiale di tricloruro di fosforo superi 330.000 tonnellate l'anno.

## Reattività
Lo stato di ossidazione del fosforo nel tricloruro di fosforo è +3, mentre quello degli atomi di cloro è -1. La reattività di tale composto può essere correlata proprio a tale caratteristica.
Il trifloruro di fosforo è precursore degli altri composti clorurati del fosforo, in particolare del pentacloruro di fosforo (PCl5), del cloruro di tiofosforile (PSCl3) e del cloruro di fosforile (POCl3). Tali composti, formati per ossidazione, trovano applicazione in campo industriale come erbicidi, insetticidi, plastificanti (per esempio per PVC), additivi per oli e ritardanti di fiamma.
Se una scarica elettrica passa attraverso una miscela di vapori di tricloruro di fosforo e di idrogeno gassoso, si forma il tetracloruro di difosforo, composto piuttosto raro.
I complessi metallici sono noti. In particolare, il tricloruro di fosforo complessa il nichel tetracarbonile per reazione di sostituzione di legante:
{\displaystyle {\ce {Ni(CO)4 + 4 PCl3 -> Ni(PCl3)4 + 4 CO}}}

### Come agente elettrofilo
Il tricloruro di fosforo è precursore di composti organofosforici che contengono uno o più atomi di fosforo(III), tra i quali fosfiti e fosfonati. Questi composti generalmente non contengono più gli atomi di cloro provenienti dal tricloruro di fosforo.
Il tricloruro di fosforo reagisce rapidamente (con reazione esotermica) con l'acqua per formare l'acido fosforoso:
{\displaystyle {\ce {PCl3 + 3 H2O -> H3PO3 + 3 HCl}}}
Sono note diverse reazioni di sostituzione simile a questa, tra le quali la più importante è la formazione di esteri del fosforo per reazione con alcoli e fenoli. Per esempio, con il semplice fenolo (PhOH), si forma il fosfito di fenile:
{\displaystyle {\ce {3 PhOH + PCl3 -> P(OPh)3 + 3 HCl}}}
Gli alcoli come l'etanolo reagiscono similmente in presenza di una base come un'ammina terziaria:
{\displaystyle {\ce {PCl3 + 3 EtOH + 3 R3N -> P(OEt)3 + 3 R3NH+Cl-}}}
Anche il fosfito di isopropile può essere preparato in maniera analoga. In generale, tali fosfiti sono poi impiegati nella reazione di Horner-Wadsworth-Emmons.
In assenza di base tuttavia la reazione produce acido fosforoso e un cloruro alchilico, secondo la stechiometria qui illustrata:
{\displaystyle {\ce {PCl3 + 3 ROH -> 3 RCl + H3PO3}}}
In alternativa, in certe condizioni di reazione il dialchilfosfonato può essere isolato:
{\displaystyle {\ce {PCl3 + 3(i)PrOH -> (i)Pr2PH=O + (i)PrCl + 2 HCl}}}
Ad ogni modo l'uso di tricloruro di fosforo per convertire alcoli in cloruri alchilici (o acidi carbossilici nei corrispondenti cloruri acilici) può essere interessante dal punto di vista sintetico, sebbene generalmente il cloruro di tionile sia un reattivo migliore per tale scopo.
Le ammine R2NH formano P(NR2)3, mentre i tioli RSH formano P(SR)3. A livello industriale un'importante reazione del tricloruro di fosforo con ammine è la "fosfonometilazione", che prevede l'impiego di formaldeide:
{\displaystyle {\ce {R2NH + PCl3 + CH2O -> (HO)2POCH2NR2 + 3 HCl}}}
Gli amminofosfati sono ampiamente usati come "agenti sequestranti" nel trattamento dell'acqua. Gli erbicidi gliofosfatici sono prodotti anch'essi attraverso questa reazione.
La reazione del tricloruro di fosforo con reattivi di Grignard o reagenti organolitio è un metodo utile per la preparazione di fosfine organiche (fosfani) con formula R3P. La trifenilfosfina (Ph3P), la più importante fosfina organica (essendo utilizzata spesso nella reazione di Wittig), è preparata secondo lo schema indicato:
{\displaystyle {\ce {3 PhMgBr + PCl3 -> Ph3P + 3 MgBrCl}}}
In specifiche condizioni sperimentali, PhMgBr e PCl3 possono essere usati per preparare PhPCl2 and Ph2PCl.

### Come agente nucleofilo
Il tricloruro di fosforo ha un doppietto di non legame sull'atomo di fosforo, pertanto può reagire come base di Lewis, per esempio nei confronti del tribromuro di boro, un acido di Lewis con il quale forma l'addotto 1 : 1 Br3B−−+PCl3.
La basicità del tricloruro di fosforo, inoltre, viene sfruttata come via d'accesso a composti organofosforo, facendolo reagire con alogenuri alchilici e cloruro di alluminio: 
{\displaystyle {\ce {PCl3 + RCl + AlCl3 -> RPCl3+ + AlCl4-}}}
La specie RPCl3+ può essere decomposta in acqua per produrre un dicloruro alchilfosfonico (RPOCl2).

## Precauzioni
Il tricloruro di fosforo è tossico: una concentrazione di 600 ppm risulta letale in pochi minuti. Le agenzie governative statunitensi hanno indicato i limiti di esposizione: l'OSHA in particolare ha posto un limite di esposizione a 0,5 ppm per un tempo medio di 8 ore, mentre il NIOSH ha fissato tale limite addirittura a 0.2 ppm (e l'IDLH a 25 ppm).